# Люди-динозаври
Люди-динозаври (Anonymous Rex) — науково-фантастичний фільм 2004 року режисера Джуліана Джарролда. Фільм був створений як «пілотний епізод» для імовірного однойменного телесеріалу. Він заснований на романі «Casual Rex» Еріка Гарсіа. Його транслювали на «Sci Fi Channel».

## Про фільм
Суспільство динозаврів таємно співіснує з людьми за допомогою футуристичної технології маскування.
Два приватних детективи-динозаври розслідують вбивство, пов'язане із дивним культом динозаврів.

## Знімались
| Актор             | Роль               |
| ----------------- | ------------------ |
| Сем Траммелл      | Вінсент            |
| Денієл Болдвін    | Ерні               |
| Стефані Лемелін   | Габріель           |
| Тамара Горська    | Цірце              |
| Алан ван Спранг   | Раал               |
| Джефферсон Маппін | Чіф                |
| Лес Карлсон       | Чоловік            |
| Лорі Алтер        | Луїза              |
| Ерік Джонсон      | Ріс                |
| Айзек Гейз        | Елегантний чоловік |
| Фей Данавей       | Шин                |
| Анна Сілк         | Кері               |
| Тереза Внеса      | Товаришка          |